# 相良福将
相良 福将（さがら とみもち）は、肥後国人吉藩の第10代藩主。

## 生涯
寛延3年（1750年）6月13日、美濃苗木藩主・遠山友明の次男として生まれる。初名は友充（ともみつ）。
明和4年（1767年）3月5日、（2人目の）第9代藩主・相良頼完が死去した。当初、相良家の重臣は幕府に相良長在の正室である寿昌院の甥で相良晃長（公式上頼完と同一人物扱い）の従兄弟にあたる旗本寄合席秋月種武の弟・種穀との養子縁組を願った。しかし、老中松平武元は、年齢の高いことや異姓であることを指摘して却下し、人吉藩主家の別の姻族か、武元の実弟遠山友明の次男・友充のどちらかを要請した。相良家の姻族に他に適当な人材もないので、相良家の重臣は友充擁立案に同意し、友充を末期養子に迎えた。
こうして、遠山友充改め相良福将（「福」は第4代藩主頼福の偏諱である）は、頼完の末期養子として家督を継いだ。同年4月15日、将軍徳川家治に御目見する。同年12月16日、従五位下・越前守に叙任する。
明和4年1月に、米良山騒動が起こって182人が処罰されるという事件が起きている。藩政においては洪水や旱魃が相次ぎ、2万石の収入が1万4000石程度まで激減したと言われている。ただし学問には熱心で、後に藩校が創設される基礎を築いた。
明和6年（1769年）1月12日に死去した。享年20。若死にのため、一度もお国入りすることはなかった。跡を養子の長寛が継いだ。

## 系譜
父母
- 遠山友明（実父）
- 相良頼完（養父）

正室
- 前田氏

養子
- 相良長寛 - 池田宗政の次男